# Ingo Dannhorn
Ingo Dannhorn (* 1974 in München) ist ein deutscher Pianist und Hochschullehrer.

## Leben
Ingo Dannhorn erhielt seinen ersten Klavierunterricht mit 5 Jahren und wurde 1983 am Salzburger Mozarteum (heute Universität für Musik und darstellende Kunst, Salzburg) in die Hochbegabtenklasse von Anton Czjzek aufgenommen. 1987–1988 studierte er dort in der Konzertklasse bei Peter Lang. 1988 wurde er in die Jungstudentenklasse der Hochschule für Musik und Theater München aufgenommen, studierte bei Margarita Höhenrieder und schloss sein Studium 1997 ab. In der Folge studierte er zeitgleich in der Meisterklasse bei Gerhard Oppitz in München, sowie an den Hochschulen für Musik in Wien bei Noel Flores und Winterthur bei Gitti Pirner. Dannhorn nahm an Meisterkursen bei Bruno Leonardo Gelber, Tatjana Nikolajewa, Dieter Zechlin, Jacob Lateiner, Elza Kolodin, Karl-Heinz Kämmerling, Aquiles Delle-Vigne und Rudolf Kehrer teil. 2001 schloss er sein Studium mit dem Meisterklassendiplom der Hochschule für Musik und Theater München ab.
Als Solist und Kammermusiker arbeitete er mit Francisco Araiza, José Cura, Christian Altenburger, Maxim Vengerov und dem Moderator und Schauspieler Max Schautzer zusammen.
Dannhorn lehrte als Musikdozent für Klavier 2002 bis 2006 an der Musikhochschule Bremen; von 1997 bis 2008 an der Hochschule für Musik und Theater München. Von 2002 bis 2006 lehrte er zugleich an der Hochschule für Musik Augsburg Kammermusik und Instrumentalkorrepetition und war von 2007 bis 2014 Dozent für Klavier und Gesangskorrepetition an der Musikakademie Wiesbaden. Von 2014 bis 2016 unterrichtete er als Professor für Klavier an der Sungshin University in Seoul und lehrte von 2016 bis 2020 an der Yonsei University in Seoul. Von 2007 bis 2009 war er Mitglied der künstlerischen Leitung der Internationalen Hugo Wolf Akademie in Stuttgart zusammen mit Francisco Araiza und Mathias Spohr. Anschließend war er von 2009 bis 2011 Mitglied des Vorstandes und der künstlerischen Leitung der Internationalen Akademie für Liedgestaltung Neue Meister der Liedkunst. Seit 2017 ist er künstlerischer Leiter des Wilhelm-Kempff-Festival in Thurnau.
Seit 2021 ist er Professor für Klavier an der Staatlichen Hochschule für Musik Trossingen, seit 2022 Direktor des International Office und seit 2023 Prorektor für Internationales und Frühförderung.

## Preise und Auszeichnungen
Ingo Dannhorn ist Preisträger bei Landes- und Bundeswettbewerben von Jugend musiziert. 1988 erhielt er beim Internationalen Steinway-Wettbewerb jeweils den ersten Preis in Salzburg und Wien, 1992 den Klassikpreis der Stadt Münster sowie den ersten Preis mit Auszeichnung beim Karl-Lang-Klavierwettbewerb in München und wurde Stipendiat bei Yehudi Menuhin Live Music Now. 1993 erhielt er beim Internationalen Klavierwettbewerb in Senigallia den 3. Preis, 1994 beim 4. Internationalen Wettbewerb für junge Pianisten Ettlingen den 3. Preis sowie beim Internationalen Klavierwettbewerb in Pinerolo den 1. Preis mit Auszeichnung. 1996 wurde er Preisträger beim Internationalen Klavierwettbewerb für Klavier in Sydney (Australien) sowie Stipendiat der Yamaha International Music Foundation, 1997 Diplom beim Internationalen Beethoven-Klavierwettbewerb in Wien. 1998 erhielt er den Leonhardt und Ida Wolf Gedächtnispreis der Stadt München und 2000 den ARTS Kulturförderpreis der Stadt Traunstein. 2001 erhielt Dannhorn den 3. Preis beim Internationalen Beethoven Wettbewerb Wien. 2019 erhielt er den Preis des Präsidenten der Yonsei-Universität in Seoul für herausragende Lehre.

## Diskografie
- Sonaten für Klavier – Beethoven, Mozart, Liszt (1998)
- Beethoven Klaviersonaten – Sturm/Hammerklavier (2006)
- Georg V. König von Hannover – Klavierwerke (2010)
- Schumann Dichterliebe/Kerner-Lieder (2011)
- Eggert/Schulhoff/Milhaud (2015)
- Schumann/Beethoven (2019)